# Jean Laronze
Jean Laronze (Génelard, 1852 – Neuilly-sur-Seine, 1937) è stato un pittore francese.

## Biografia e opere
Nato in una cittadina della Borgogna, Laronze iniziò a lavorare nel commercio. Si trasferì poi a Parigi per studiare arte negli atelier di Jules Adler e di William Bouguereau. Si distinse presto fra i colleghi per i suoi paesaggi della Borgogna pervasi di poesia.

L'influenza che ebbe su di lui la pittura di Jean-François Millet è manifesta, ma Laronze andò oltre, creando un universo di sfumature sottili e di linee morbide all'interno di composizioni semplici, quasi scarne, solitarie.
La sua tavolozza, che mutuava dalla natura soprattutto il blu e il giallo - benché attenuati da tonalità grigie - può a volte evocare certe opere di Alphonse Osbert o di Émile-René Ménard. La violenza dei cieli che si distendono su scene contadine, le creazioni naturaliste vicine alla pittura di Jules Dupré e infine quel senso di calma profonda che emana da tutta l'opera di Laronze, debbono molto anche a Pierre Puvis de Chavannes.
Jean Laronze, in sintesi, può essere considerato - per diverse sue opere - come un discendente, un epigono del movimento simbolista, un idealista smarrito ed estatico nelle terre della sua Borgogna.

Laronze morì a Neuilly-sur-Seine, all'età di 85 anni.

## Galleria d'immagini

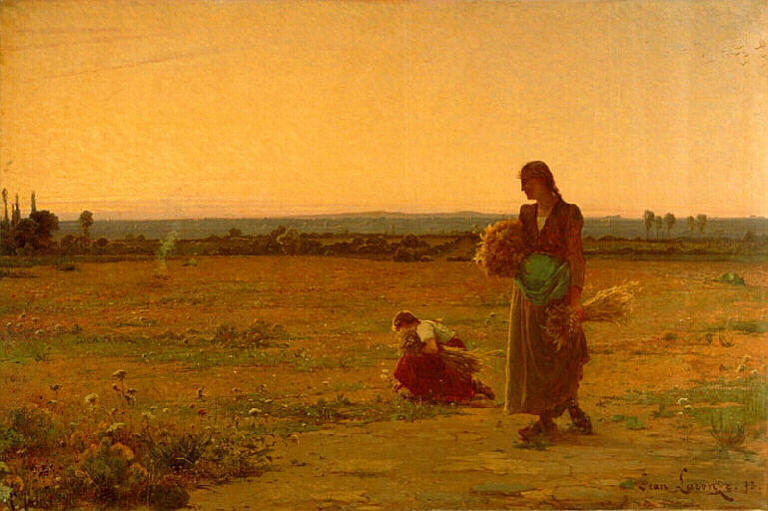
La sera, 1893 Museo delle Orsoline a Mâcon
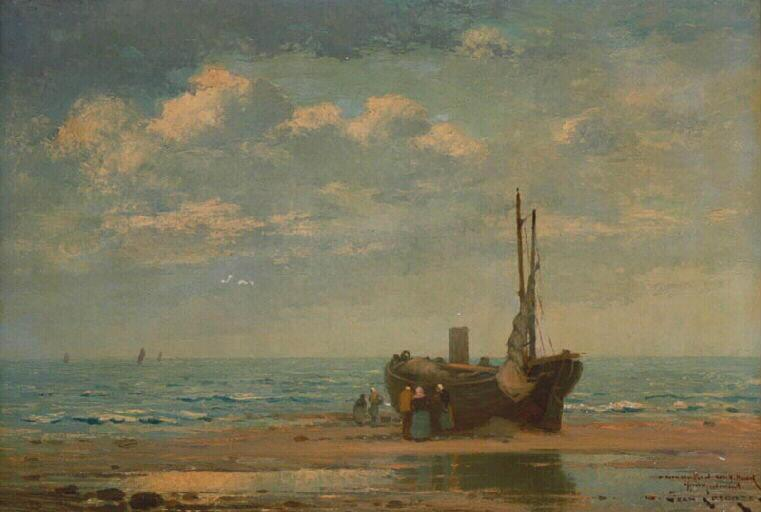
Berck
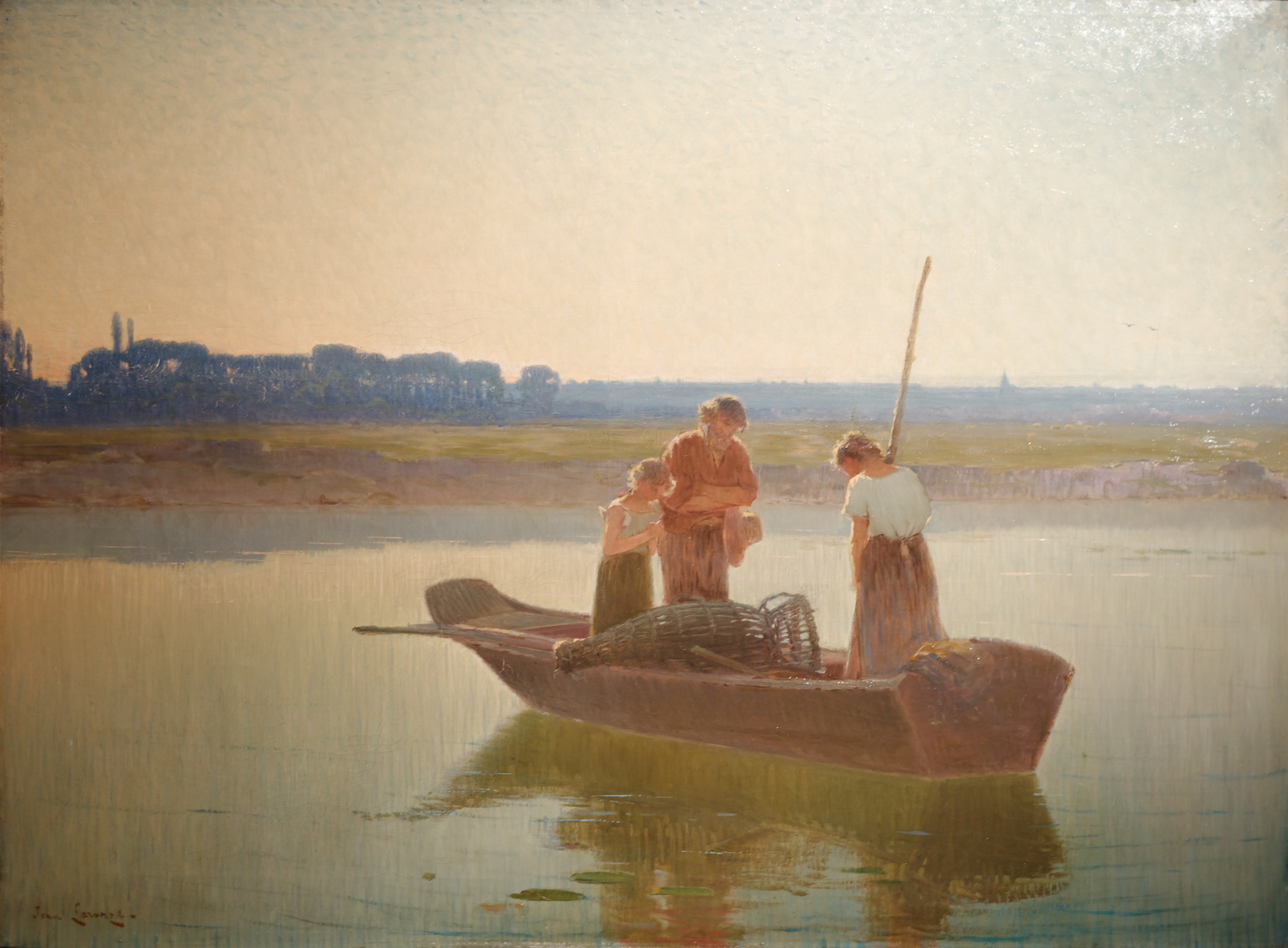
L'angelus
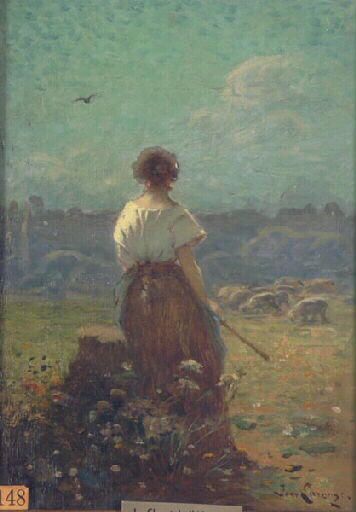
Il canto dell'allodola, 1890 Museo delle Orsoline a Mâcon